# Andrea Ferrari (generale)
Andrea Ferrari (Napoli, 26 marzo 1770 – Roma, 23 giugno 1849) è stato un generale italiano.
È ricordato per essere stato il generale del corpo volontari romani nella Prima guerra d'indipendenza durante il Risorgimento e della Repubblica Romana.

## Esordi
Da giovane prestò servizio nell'esercito napoleonico, prendendo parte alle campagne imperiali come ufficiale di cavalleria in Egitto, Spagna e nell'esercito napoletano di Gioacchino Murat. Nella battaglia di Montmirail dell'11 febbraio 1814 fu ferito gravemente da una palla al petto e in quella occasione fu decorato della Legion d'onore. In Italia partecipò ai moti rivoluzionari del 1820, in seguito ai quali fu costretto a rifugiarsi all'estero tra le file dei costituzionali francesi, arruolandosi poi, nel 1831, nella neonata Legione straniera francese con il grado di tenente aiutante maggiore.
Combattente nella campagna d'Algeria, Andrea Ferrari percorse tutti i gradi, fino a quello di tenente colonnello comandante la Legione stessa, distinguendosi per singolare fermezza di carattere ed esemplare valore.
Passata la Legione al servizio della Spagna, comandò come colonnello nella guerra contro i Carlisti ed il 26 aprile 1836 rimase ferito a Tirapegni, ove ebbe luogo uno dei combattimenti più gloriosi di quella campagna.
Sciolta la Legione nel 1838 a causa della decimazione della truppa, rientrò in Francia, ove rimase in servizio del Corpo col grado di tenente colonnello fino al 1844, quando chiese di essere messo a riposo.

## La difesa del Veneto e di Venezia
Tornato a Roma, militò nell'esercito pontificio e nel 1848 ebbe l'incarico da parte del governo pontificio, regnante il papa Pio IX, di formare una legione di volontari nella prima guerra d'indipendenza contro l'Austria.
Il papa inviava, infatti, alla guerra la non trascurabile forza di 7.500 uomini, organizzati in quattro reggimenti di fanteria italiana, reggimenti svizzeri, due reggimenti di cavalleria, tre batterie da campagna, due compagnie del Genio ed una di artificieri, al comando del piemontese Giovanni Durando. Al Ferrari, in posizione subordinata, venne affidato il comando dei 3.000 volontari.
La piccola armata partì da Roma il 24 marzo 1848, seguita il 26 dal Ferrari, con circa 2.300 volontari, che aumentarono per via (specie a Bologna) sino a 12.000. Ad essi se ne aggiunsero altri 1.200, organizzati da Livio Zambeccari.
Durante la campagna Ferrari venne spesso in contrasto con il Durando. Si segnalò, comunque, per coraggio e tecnica militare nella difesa di Venezia dall'assedio.
Comandante della legione dei volontari pontifici provenienti dal Centro Italia, per incoraggiare i propri soldati promosse l'uso di una canzoncina per infondere coraggio, che veniva ripetuta continuamente, anche durante i combattimenti, con le seguenti parole:
morte a Radesky, evviva Pio IX 

zitti, silenzio, che passa la ronda 

zitti, silenzio e chi va là 

evviva Carlo Alberto la guardia nazional»

## La difesa di Roma
Rientrato a Roma nel dicembre 1848, a gennaio del 1849 fu nominato comandante provvisorio della guardia civica; a gennaio fu anche eletto deputato all'Assemblea costituente, dove votò per la Repubblica.
Morì nel giugno del 1849 combattendo contro i francesi. È sepolto all'ossario del Gianicolo.